# Philodromus cufrae
Philodromus cufrae este o specie de păianjeni din genul Philodromus, familia Philodromidae, descrisă de Caporiacco, 1936.
Este endemică în Libya. Conform Catalogue of Life specia Philodromus cufrae nu are subspecii cunoscute.